# Johann Kupferburger
Johann Kupferburger, est un joueur de tennis sud-africain.

## Palmarès
Champion Junior du tournoi de Wimbledon en 1951.